# Salvatore Ligorio
Salvatore Ligorio (ur. 13 października 1948 w Grottaglie) – włoski duchowny katolicki, arcybiskup Potenzy w latach 2016−2024.

## Życiorys
Święcenia kapłańskie otrzymał 13 lipca 1972. Inkardynowany do archidiecezji Taranto, był m.in. rektorem seminarium w Martina Franca, wikariuszem dla rodzinnego regionu Grottaglie oraz proboszczem parafii w tymże mieście.
19 grudnia 1997 papież Jan Paweł II mianował go ordynariuszem diecezji Tricarico. Sakry biskupiej udzielił mu 11 lutego 1998 arcybiskup Taranto - Benigno Luigi Papa.
20 marca 2004 został arcybiskupem Matera-Irsina. Ingres odbył się 24 kwietnia 2004.
5 października 2015 papież Franciszek mianował go arcybiskupem metropolitą Potenzy–Muro Lucano–Marsico Nuovo. Kanoniczne objęcie urzędu nastąpiło 9 stycznia 2016.
2 lutego 2024 papież Franciszek przyjął jego rezygnację z pełnionego urzędu, złożoną ze względu na wiek.